# Makijivka
Makijivka (ukrán: Макіївка, orosz: Макеевка) város Ukrajna keleti részén, Donecki területen, valójában Doneck északkeleti elővárosa. Lakosságát tekintve az ország 12-15. legnagyobb városa. 2014 óta az önhatalmúlag kikiáltott Donyecki Népköztársaság ellenőrzése alatt áll.

## Népessége

### Népességváltozás
| 2019 | 343 158 |

### Etnikumok
Etnikai összetétele 2001-ben: 
- oroszok   (50,8%)
- ukránok   (45%)
- tatárok   (1,1%)
- belaruszok   (1,1%)
- grúzok   (0,3%)
- görögök   (0,3%)
- egyéb (1,4%)